# Hunter Hayes
Hunter Easton Hayes (Breaux Bridge, 9 settembre 1991) è un cantautore e musicista statunitense. Ha firmato con l'Atlantic di Nashville, con cui ha pubblicato il suo album di debutto Hunter Hayes a ottobre del 2011.

## Biografia

### Esordi
Hayes è nato a Breaux Bridge, Louisiana. Ha iniziato la sua carriera musicale all'età di quattro anni, facendo apparizioni in spettacoli locali e sulla televisione nazionale.
Nel 1998, all'età di 7 anni, ha partecipato come musicista e cantante a Bravo bravissimo una trasmissione televisiva italiana condotta da Mike Bongiorno. A partire dal 2000 pubblica vari album come artista indipendente.
Nel 2010 ha co-scritto Play per l'album Like This dei Rascal Flatts. In seguito ha firmato per l'Atlantice, ha pubblicato il suo singolo di debutto Storm Warning a metà del 2011 e poi il suo album ad ottobre 2011. Nel suo album eponimo, co-prodotto con Dann Huff, Hayes ha suonato tutti gli strumenti. Matt Bjorke di Roughstock lo ha valutato 3 stelle su 5, lodando i testi e paragonando la voce di Hayes al cantante dei Rascal Flatts Gary LeVox.

### 2011–13:Hunter Hayes
Il singolo di debutto è stato Storm Warning. L'album di debutto omonimo è stato pubblicato l'11 ottobre 2011, riuscendo a vendere oltre 1,1 milioni di copie. Ha co-scritto ogni canzone, suonato tutti gli strumenti e, con Dann Huff, ha prodotto l'album. Hayes ha aperto lo Speak Now World Tour di Taylor Swift e ha concluso il tour con la tappa di St. Louis, Missouri. Taylor ha invitato Hayes anche alla tappa di Nashville del Red Tour (2013). Lui e l'attrice / cantante Victoria Justice hanno contribuito alla colonna sonora del film Footloose nel 2011, registrando una cover di Mike Reno e Ann Wilson della hit Almost Paradise del 1984 dal film originale.
Wanted, il secondo singolo, è stato pubblicato per le radio il 5 marzo 2012. Il 24 luglio 2012, è apparso sulla CBS, nel programma The Talk, dove gli è stata poi data una targa di certificazione RIAA oro per Wanted. Wanted è diventato il suo primo singolo da n.1 nella classifica country di Billboard, rendendo Hayes il più giovane solista maschile in cima alla Hot Country Songs, battendo il record stabilito nel 1973 da Johnny Rodriguez. Venti settimane dopo la prima apparizione al primo posto e con un nuovo format grafico, Wanted è tornato in vetta alla classifica. Somebody's Heartbreak, terzo singolo dell'album, è andato al numero 1 sulla classifica Country Airplay.
A partire 14 settembre 2012, Hayes ha aperto più di 90 date del Blown Away Tour di Carrie Underwood. È stato anche nominato per tre Grammy, tra cui Best New Artist, ai Grammy Awards 2013. Il quarto singolo dell'album, I Want Crazy, che viene dalla deluxe edition Encore, è stato pubblicato per le radio country il 7 aprile 2013 arrivando al numero due nella classifica Country Airplay nel mese di agosto 2013. Il singolo successivo fu Everybody's got somebody But Me, una ri-registrazione di una canzone dalla stampa originale dell'album. La versione ri-registrata dispone di alcune parti della voce di Jason Mraz.

### 2014-present:Storyline
Hayes ha eseguito Invisibile, il primo singolo dal suo secondo album, alla 56ª edizione dei Grammy Awards. L'album Storyline è stato pubblicato il 6 maggio 2014. Nel tentativo di promuovere il suo album e di sensibilizzare per porre fine alla fame infantile (Hunter è stato vittima di bullismo), Hunter ha battuto il Guinness World Record per il maggior numero di concerti suonati in più città in 24 ore, originariamente detenuto da The Flaming Lips. Nel novembre 2015 ha pubblicato il suo terzo album , a cui ha fatto seguito Wild Blue Part I nel 2019. Nel 2021 pubblica Wild Blue Part II. Nel 2023 ha pubblicato l'album Red Sky, il primo realizzato in maniera completamente indipendente in oltre dieci anni.

## Filmografia
- l'Apostolo, 1997, Child Accordionist
- Figure It Out, 1998, himself
- Il mio cane Skip, 2000, Accordion Boy
- La guerra di Charlie 2003, Montgomery

## Discografia
Album in studio
- 2000 - Through My Eyes
- 2001 - Make a Wish
- 2003 - Holidays with Hunter
- 2006 - Honoring Our French Heritage
- 2008 - Songs About Nothing
- 2011 - Hunter Hayes
- 2014 - Storyline
- 2015 - The 21 Project
- 2019 - Wild Blue (Part I)

EP
- 2012 - Hunter Hayes Live